# Knivsta (Gemeinde)
Koordinaten: 59° 43′ N, 17° 48′ O

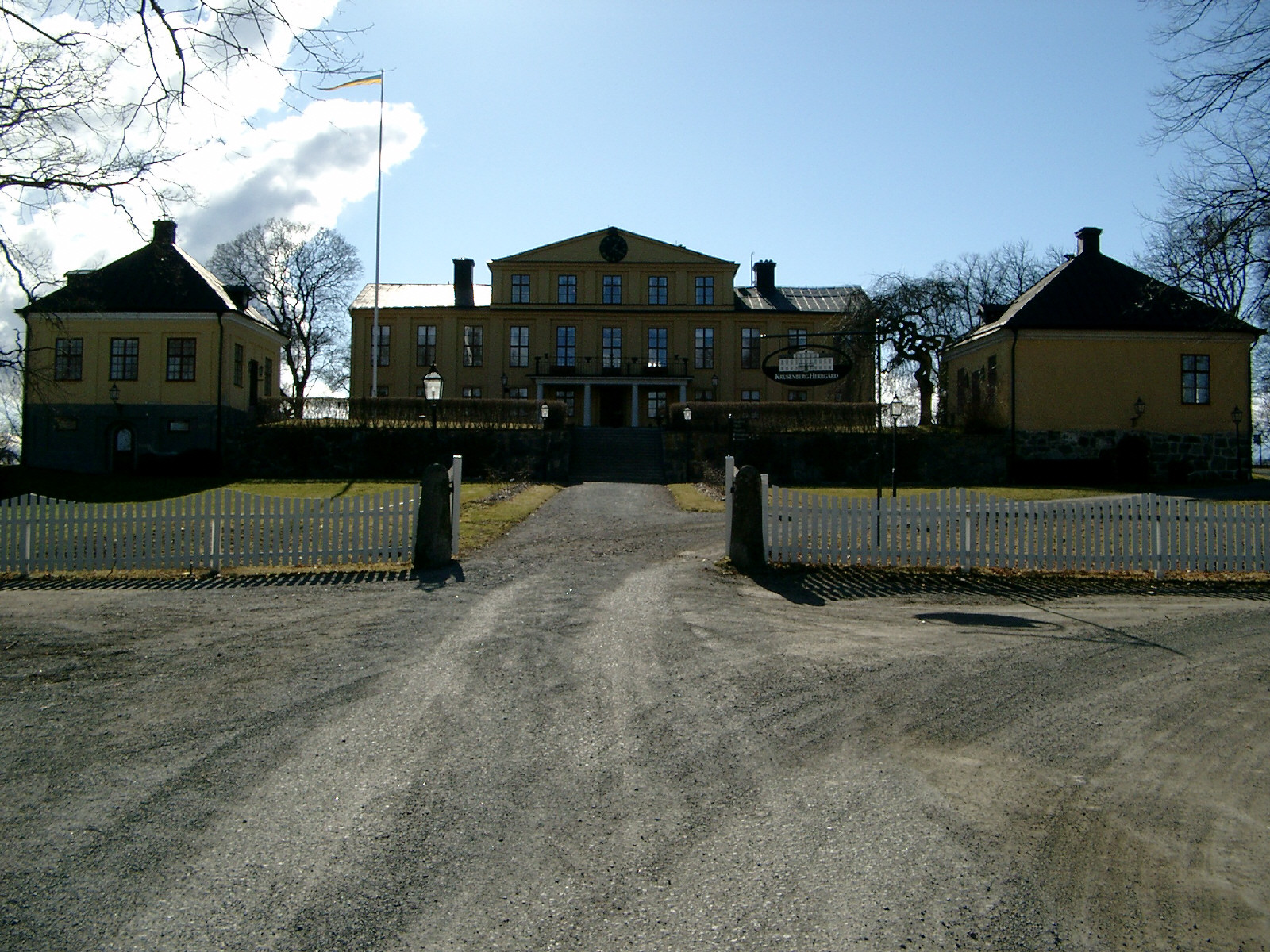
Krusenbergs herrgård am Ufer des Mälaren

Knivsta ist eine Gemeinde (schwedisch kommun) in der schwedischen Provinz Uppsala län und der historischen Provinz Uppland. Der Hauptort der Gemeinde ist Knivsta.

## Geschichte
1952 wurde die Großgemeinde Knivsta aus den Kirchspielen (socken) Alsike, Knivsta, Lagga, Vassunda und Östuna gebildet. 1967 kamen noch Teile der Gemeinde Skepptuna hinzu. Die jetzige Gemeinde wurde im Zuge der Gemeindereform von 1971 aus Stockholms län nach Uppsala län überführt und Teil der Gemeinde Uppsala. Dort verblieb sie bis zum 1. Januar 2003, heute ist die Gemeinde Knivsta wieder eigenständig.

## Wappen
Beschreibung: In Rot ein erhöhter goldener Dreiberg über dem eine goldene Krone schwebt.
Symbol: Das Wappen stellt den Stein von Mora dar, an dem früher die Könige gewählt wurden.

## Orte
Die beiden Orte Alsike und Knivsta sind die einzigen größeren Orte (tätort) der Gemeinde. Die kleineren Orte und Dörfer sind:
- Bålstaberg
- Halmby
- Persborg
- Skäggesta
- Spakbacken
- Vassunda
- Östunaby och Erkesberga

## Persönlichkeiten
- Fredrik Ferdinand Carlson (1811–1887), Historiker und Politiker